# Slavošovce
Slavošovce (maď. Nagyszabos) jsou obec na Slovensku v okrese Rožňava.

## Poloha
Slavošovce leží v jihovýchodní části Slovenského rudohoří a v severovýchodním výběžku štítnické doliny pod vrcholy Kohúta (1409 m n. m.) a Stolice (1476 m n. m.). Hornatý povrch katastru tvoří paseky a málo úrodné a těžko obdělávatelné pole s podzolovitou hnědou, na severu písečnou, půdou.

## Historie
Vznik obce spadá do začátku 14. století. První zmínka je z roku 1318. Ves patřila štítnickému rodu Bebeků, od 17. století rodu Andrássy. V 17. a 18. století zde vznikají železné hamry, ze kterých se později stávají papírové mlýny. Ve Slavošovcích existovalo několik cechů, např. obuvnický, krejčířský, tkalcovský, rozšířené bylo rovněž formanství. V obci se rovněž nachází papírna, která má dlouhou tradici výroby. Její počátky sahají do roku 1817. Výroba byla převážně ruční, zaměřená hlavně na balicí papíry. Zakladatelka papírny Johanna Gyurkyová v roce 1841 zavedla strojovou výrobu papíru, první v celých Uhrách.

## Významní rodáci
- Pavol Dobšinský (1828–1885) – evangelický kněz, folklorista, básník, spisovatel, překladatel a sběratel lidové slovesnosti